# Tuenda 3
Tuenda 3 es el tercer y hasta la fecha último álbum del grupo asturiano Tuenda.

## Composición
Siguiendo la senda de sus dos discos anteriores, de los catorce temas que componen este álbum, la composición de once de ellos es propia de la tradición oral asturiana, recogida por Xosé Ambás y Ramsés Ilesies. De los restantes, dos los compuso Pepín de Muñalén, que realizó los arreglos además para un tercero.

## Lista de canciones
| N.º | Título                                       | Duración |  |
| 1.  | «Ronda de Tarna»                             | 2:39     |  |
| 2.  | «Xirandilles de Cardo»                       | 2:45     |  |
| 3.  | «Boda ya muñeira de Tormaleo»                | 4:31     |  |
| 4.  | «Romance de la Serrana»                      | 3:52     |  |
| 5.  | «Xirandiyes de l'Esllabayu»                  | 3:22     |  |
| 6.  | «Cantar del Goxeiru»                         | 3:16     |  |
| 7.  | «Danza de Cortes»                            | 2:51     |  |
| 8.  | «Ca Sindo»                                   | 3:50     |  |
| 9.  | «El mio maridín»                             | 1:43     |  |
| 10. | «Aguinaldo San Xuan Y Guinaldu La Robellada» | 3:00     |  |
| 11. | «Cantares de Navidá d'Urria»                 | 3:30     |  |
| 12. | «L.lixera de La Malvea / Cadorna»            | 3:46     |  |
| 13. | «Cantar de Mazar»                            | 5:02     |  |
| 14. | «Muñeira de Perl.lunes»                      | 3:42     |  |